# Thomas Luther

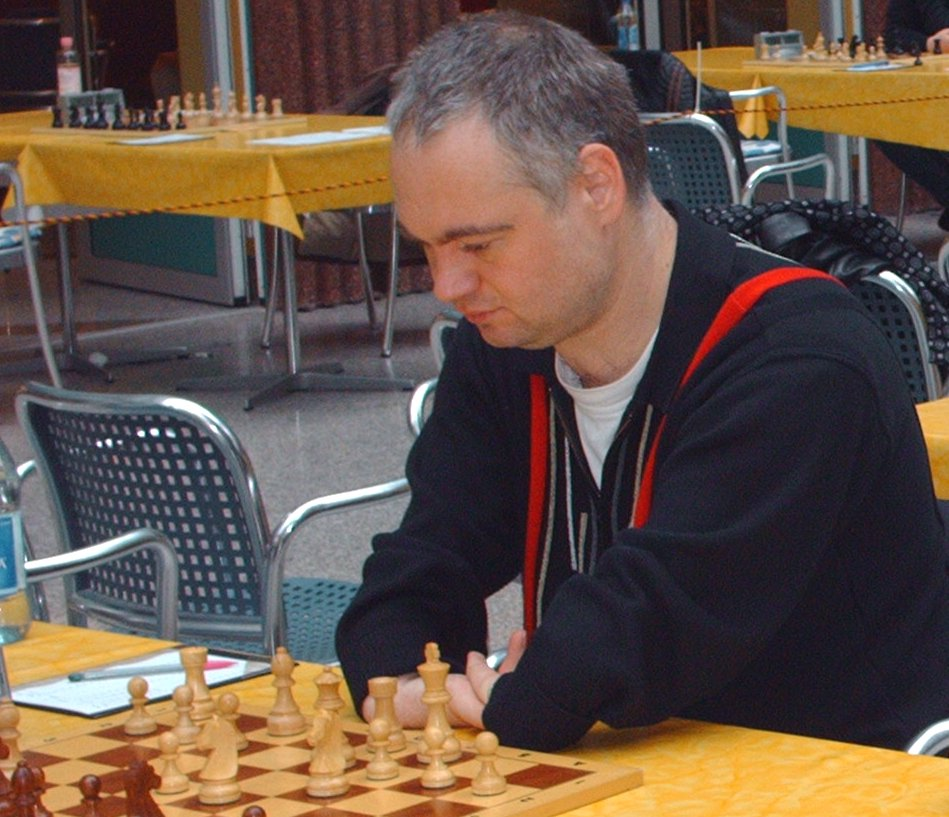
Thomas Luther (2006)

Thomas Luther (Erfurt, 4 november 1969) is een Duitse schaker die vroeger voor de DDR (Oost-Duitsland) uitkwam. Hij is sinds 1994 een FIDE grootmeester (GM). Hij is voorzitter van de afdeling voor competitief schaken (Referent für Spitzenschach) in de Duitse schaakfederatie.

## Kinderjaren
Op vierjarige leeftijd begon hij met schaken. In zijn kinderjaren las hij ook schaakboeken en leerde daar veel van. In 1978 werd hij lid van de HSG Medizin Erfurt. In 1980, 1981 en 1984 won hij de Oost-Duitse kampioenschappen in de op dat moment voor hem geldende leeftijdscategorie. In 1986 won hij het 12e DDR jeugdkampioenschap correspondentieschaak. Vanaf 1985 speelde hij voor Mikroelektronik Erfurt in de Oberliga, wat de hoogste klasse in de DDR was. 

## Schaakcarrière
- In 1988 werd hij Internationaal Meester (IM).
- In 1989, in Zittau, en in 1991, in Altensteig, werd hij tweede op het DDR-kampioenschap.
- Hij won in 1992 in Andorra, in 1993 in Lenk en Hamburg.
- Zijn eerste kampioenschap van (verenigd) Duitsland won hij in 1993, na in de finale Thomas Pähtz te verslaan (2–0).
- Hij werd in 1994 Internationaal Grootmeester (GM).
- In 1994/95 won hij het "Hastings toernooi".
- In 1997 kwalificeerde Thomas Luther zich voor het wereldkampioenschap in Groningen. In dit KO-toernooi won hij de eerste ronde met 3,5–2,5 van Lajos Portisch maar verloor in ronde 2 met 0,5–1,5 van Vladimir Akopian.
- In 1998 speelde hij mee in het "New-York open".
- In 2000 maakte hij deel uit van het Duitse team dat de zilveren medaille won bij de 34e Schaakolympiade in Istanboel.[1]
- In 2001 kwalificeerde Luther zich opnieuw voor het wereldkampioenschap en won de eerste ronde in Moskou met 3–1 van Sergej Volkov maar verloor met 0,5–1,5 van Ilya Smirin.
- In 2002 werd Luther in Saarbrücken voor de 2e keer kampioen van Duitsland, waarbij hij Alexander Graf en Florian Handke achter zich liet.
- In 2002 eindigde hij als negende in het "Julian Borowski toernooi" te Essen. Péter Lékó werd tweede.
- In 2004 speelde hij in het "Casablanca Memorial" in Havana, waar hij negende werd. Lenier Dominguez won het toernooi.
- In februari 2005 speelde Luther mee in het toernooi om het kampioenschap van Duitsland dat in Altenkirchen verspeeld werd en eindigde daar met 6 uit 9 op de zesde plaats.
- In 2006 werd Luther in Osterburg voor de 3e keer kampioen van Duitsland na tiebreak met Vitaly Kunin en Artoer Joesoepov.
- In oktober 2011 won hij de eerste World Chess Games for Disabled (Wereldspelen schaken voor gehandicapten) met 7 pt. uit 7.[2]

Verdere door Luther gewonnen toernooien zijn: Lippstadt (1994), Bissen (1995), Apolda (1994 en 1999), Turijn (1996), Cienfuegos (1997), Bad Zwesten (1998), Nova Gorica (2000), Böblingen (2005), Oberwart (2005) en Bad Homburg (2008). In 2009 won hij de 6e LGA Premium Chess Cup in Nürnberg.
Thomas Luther is auteur bij ChessBase. Hij publiceerde diverse dvd's over onder andere openingstheorie. Hij wordt beschouwd als expert op het gebied van de Franse verdediging, ook hierover publiceerde hij een aantal keer. 

### Duitse nationale team
Tussen 1998 en 2006 maakte Thomas Luther vaak deel uit van het Duitse team in diverse internationale toernooien voor landenteams. Dit was het geval in de Schaakolympiades in 1998 in Elista (6e plaats), in 2000 in Istanboel (2e plaats), in 2002 in Bled (14e plaats) en in 2006 in Turijn (15e plaats). In 2001 speelde hij in het Duitse team bij het Wereldkampioenschap schaken voor landenteams in Jerevan.  
In 2003 was Luther lid van het Duitse team bij de Europese schaakkampioenschappen voor landenteams, die plaatsvonden in de Bulgaarse stad Plovdiv.

### IPCA
Thomas Luther, die lijdt aan dysmelie, speelde in 2010 aan het eerste bord van het IPCA-team (International Physically Disabled Chess Association) op de 39e Schaakolympiade in Chanty-Mansiejsk, en behaalde 6,5 pt. uit 10.
Hij is de voorzitter van de FIDE Commission on Disabled. 

## Partij tegen Bogdanovski (2001)
In 2001 speelden Luther en Bogdanovski een partij in het wereldkampioenschap voor landenteams te Jerevan, Eco-code B 09, Pirc-verdediging:

1.e4 d6 2.d4 g6 3.Pc3 Lg7 4.f4 Pf6 5.Pf3 0-0 6.Ld3 Pa6 7.0-0 c5 8.d5 Lg4 9.a3 Pc7 10.De1 Tb8 11.Dh4 b5 12.f5 gxf5 13.e5 Pfxd5 14.Pxd5 Pxd5 15.Lh6 f6 16.h3 c4 17.Le2 Lxh6 18.Dxh6 Lxf3 19.Txf3 (1-0)

## Partij tegen Hübner (2002)
De stijl van Thomas Luther is tactisch georiënteerd, waardoor hij ook voor de sterkste speler een lastige tegenstander is. Deze partij is daarvan een voorbeeld, waarin hij de voormalig kandidaat voor het wereldkampioenschap Robert Hübner direct vanuit de opening aanvalt. De partij werd gespeeld in de voorlaatste ronde van het Duitse kampioenschap van 2002 en droeg bij aan de uiteindelijke toernooiwinst van Luther. De commentaren zijn gebaseerd op gesprekken met Luther.  
Robert Hübner (2640) – Thomas Luther (2538)
(74e Duitse schaakkampioenschap, Saarbrücken, 2002, ronde 8)
1.c4 c6 2.e4 d5 3.exd5 Pf6
Zwart offert een pion. Door het gambietkarakter van de opening ontstaat direct scherp spel. 
4.Da4
Na 4.dxc6 Pxc6 staat zwart goed.
4.... e6
Zwart wil hoe dan ook een pion offeren. 
5.dxe6 Lc5 6.Pf3 
(diagram 1)
Wit wilde niet extra risico lopen door het tweede offer te accepteren. Na 6.exf7+ Kxf7 wordt op een gevaarlijke manier de toren op h8 in het spel gebracht. 
6.... Pg4
Opnieuw speelt zwart zo agressief mogelijk. 
7.d4 Lxd4 8.Pxd4 Dxd4 9.Dc2 Pa6 
(diagram 2)
Het tweede paard mengt zich in de aanval. De openingsstrategie van zwart heeft gewerkt. 
10.Pa3 Lxe6 11.h3 Pb4 12.Dd2 De4+ 13.Le2 Dxg2 14.Tf1 Ph2 (!) 
(diagram 3)
Zwart begint een combinatie die hem materiaalwinst oplevert. Het onopvallende paard op h2 zal op eigen kracht de witte stelling veranderen in ravage. 
15.Dxb4 0-0-0 16.Pb5
Een goede poging de zwarte koning aan te vallen via een paardoffer. Zwart heeft echter een spectaculaire tegenaanval:
16.... cxb5 17.Lf4 
(diagram 4)
Er dreigt 18.Dc5+, waarmee 19.... Dc6 en het verlies van een paard geforceerd wordt, omdat zwart anders zou worden matgezet. 
17.... Dxf1+ !!
Dit dameoffer is het begin van een zeer effectieve inzet van het zwarte paard. Zwart wint materiaal.
18.Lxf1 Pf3+ 19.Ke2 Pd4+ 20.Kd2
Laat toe dat schaak wordt gegeven, maar andere koningszetten zijn nog slechter: na Ke1 of Ke3 volgt Pc2+ en wint de dame.
20.... Pc6+ 21.Dd6 Txd6+ 22.Lxd6 Lxc4
Zwart plukt de voordelen van zijn combinatorisch vuurwerk: de rook is opgetrokken en hij staat twee pionnen voor.
23.Kc3 Td8 24.Lf4 Lxf1 25.Txf1 b4+ 26.Kc2 Td5 27.Le3 Kd7 28.Tg1 g6 29.Tg4 a5 30.Th4 h5 31.Tf4 f5 32.h4 b5 33.Tf3 Pd4+ 34.Lxd4 Txd4 35.Td3 Txd3 36.Kxd3 g5
Deze piondoorbraak beslist de partij. Voor de volledigheid worden de resterende zetten ook weergegeven:
37.hxg5 h4 38.Ke2 f4 39.f3 Ke6 40.Kf2 Kf5 41.Kg2 Kxg5 42.Kh3 Kh5 43.Kg2 Kg6 44.Kh2 Kf6 45.Kh3 Ke5 46.Kxh4 Kd4
Wit gaf op!

## Persoonlijk
Luther heeft sinds zijn geboorte een handicap (dysmelie) aan zijn armen. Toen hij kind was oordeelden de Oost-Duitse officials dat er voor hem geen perspectief was in de sport. Hij vertelt veel energie te hebben geput uit de ervaring dat hij even goed kan zijn als anderen.
In 2009 rondde hij zijn studie af aan de universiteit van Hagen, waarbij hij de titel Diplomkaufmann verkreeg, het Duitse equivalent van Master of Business Administration. 